# Lathyrus
Lathyrus is een geslacht uit de vlinderbloemenfamilie (Fabaceae). Het geslacht komt van nature voor in Europa, Azië en Noord- en Zuid-Amerika in gematigde streken en telt 120 tot 200 soorten.
Vanwege de aantrekkelijke bloeiwijze worden sommige lathyrussoorten in tuinen als sierplant gekweekt. De welriekende lathyrus (Lathyrus odoratus) en de brede lathyrus (Lathyrus latifolius) zijn daar voorbeelden van. Enkele soorten kunnen ook als voederplant worden gebruikt, sommigen zijn echter ongenietbaar omdat ze gifstoffen bevatten, ze kunnen lathyrisme veroorzaken. Lathyrus is waardplant voor de larven van sommige vlinders, zoals de chi-uil (Antitype chi), klaverspanner (beide op veldlathyrus) en Chionodes braunella. De bloemen worden bestoven door Hymenoptera zoals bijen en hommels.

## Beschrijving
Bij Lathyrus gaat het om overblijvende of eenjarige, kruidachtige klimplanten met geveerde of in ranken eindigende bladeren en meestal ook met steunblaadjes. Soms zijn de bladstelen omgevormd tot op bladen gelijkende organen die de fotosynthese uitvoeren, de zogeheten fyllodia.
De bloemen staan solitair of in trossen. Afhankelijk van de soort kunnen ze blauw, roze, violet, rood, witachtig of geel van kleur zijn.
De vruchten zijn twee– of meerzadige peulvruchten met daarin afgeplatte, op erwten gelijkende zaden. Bij sommige soorten zijn de vruchten oneetbaar doordat ze gifstoffen bevatten. Bij rijping drogen de vruchten in waarna de peul in tweeën splijt en de zaden tevoorschijn komen. Sommige soorten vermenigvuldigen zich ook door middel van ondergrondse uitlopers.
Op Kreta wordt de witbloeiende Lathyrus ochrus gekweekt als wintergroente. De verse scheuten worden als salade gegeten. In de regio Chania heet het ψαρές-psarés, verder naar het oosten παπούλες-papoúles.

## Onderscheid met wikke
Lathyrus is nauw verwant aan het geslacht wikke (Vicia). Ze kunnen onderscheiden worden doordat de peulvruchten bij wikke minimaal twee zaden bevatten en bij Lathyrus ook een enkel zaad kunnen bevatten.
De bladeren zijn bij wikke vaak samengesteld uit meerdere paren deelblaadjes terwijl de soorten uit het geslacht Lathyrus meestal een of enkele paren deelblaadjes hebben. De steunbladeren zijn bij Lathyrus vaak groot en lijken op loofbladeren terwijl ze bij wikke meestal kleiner en priemvormig of breed en gespleten zijn. Vele soorten Lathyrus hebben gevleugelde stengels en bladoksels.

## Selectie van soorten
- Lathyrus angulatus
- Lathyrus aphaca (naakte lathyrus)
- Lathyrus aureus
- Lathyrus bauhinii
- Lathyrus belinensis, eenjarige soort
- Lathyrus bijugatus
- Lathyrus biflorus
- Lathyrus blepharicarpus
- Lathyrus brachycalyx
- Lathyrus chloranthus, eenjarige soort
- Lathyrus cicera
- Lathyrus clymenum
- Lathyrus crassipes, voorkomend in Zuid-Amerika
- Lathyrus cicera
- Lathyrus delnorticus
- Lathyrus davidii
- Lathyrus eucosmus
- Lathyrus glandulosus
- Lathyrus graminifolius
- Lathyrus grandiflora
- Lathyrus grimesii
- Lathyrus heterophyllus
- Lathyrus hirsitus (ruige lathyrus)
- Lathyrus hitchcockianus
- Lathyrus holochlorus
- Lathyrus inconspicuus
- Lathyrus japonicus (zeelathyrus)
- Lathyrus jepsonii
- Lathyrus lanszwertii
- Lathyrus laetivirens
- Lathyrus laevigatus
- Lathyrus latifolius (brede lathyrus)
- Lathyrus linifolius (knollathyrus)
- Lathyrus littoralis
- Lathyrus nervosus
- Lathyrus nevadensis
- Lathyrus niger (zwarte lathyrus)
- Lathyrus nissolia (graslathyrus)
- Lathyrus ochroleucus
- Lathyrus odoratus (welriekende lathyrus), eenjarige soort
- Lathyrus ochrus, eenjarige soort
- Lathyrus palustris (moeraslathyrus)
- Lathyrus pannonicus
- Lathyrus pauciflorus
- Lathyrus polymorphus
- Lathyrus polyphyllus
- Lathyrus pratensis (veldlathyrus)
- Lathyrus pubescens
- Lathyrus pusillus
- Lathyrus rigidus
- Lathyrus sativus
- Lathyrus sphaericus
- Lathyrus splendens
- Lathyrus sulphureus
- Lathyrus sylvestris (boslathyrus)
- Lathyrus tingitanus, eenjarige soort
- Lathyrus torreyi
- Lathyrus transsylvanicus
- Lathyrus tuberosus (aardaker)
- Lathyrus vernus (voorjaarslathyrus)
- Lathyrus venosus
- Lathyrus vestitus

... · 
L. aphaca (Naakte lathyrus) · 
L. hirsutus (Ruige lathyrus) · 
L. japonicus (Zeelathyrus) · 
L. latifolius (Brede lathyrus) · 
L. linifolius (Knollathyrus) · 
L. niger (Zwarte lathyrus) · 
L. nissolia (Graslathyrus) · 
L. odoratus (Welriekende lathyrus) · 
L. palustris (Moeraslathyrus) · 
L. pratensis (Veldlathyrus) · 
L. sylvestris (Boslathyrus) · 
L. tuberosus (Aardaker) · 
L. vernus (Voorjaarslathyrus) · 
...
... · 
Abrus · 
Acacia · 
Acosmium · 
Adenanthera · 
Adenocarpus · 
Adenodolichos · 
Adenopodia · 
Adesmis · 
Aenictophyton · 
Aeschynomene · 
Afzelia · 
Aganope · 
Albizia · 
Alhagi · 
Alysicarpus · 
Amblygonocarpus · 
Amherstia · 
Andira · 
Angylocalyx · 
Aotus · 
Anthyllis · 
Arachis · 
Archidendropsis · 
Aspalathus · 
Astragalus (hokjespeul) · 
Austrosteenisia · 
Baphia · 
Bauhinia · 
Brachystegia · 
Bolusafra · 
Butea · 
Caesalpinia · 
Cajanus · 
Calicotome · 
Carmichaelia · 
Carrissoa · 
Cassia · 
Castanospermum · 
Ceratonia · 
Chamaecytisus · 
Cicer · 
Clianthus · 
Clitoria · 
Cordyla · 
Coronilla · 
Crotalaria · 
Cyamopsis · 
Cyclopia (honingbos) · 
Cytisus · 
Dalbergia · 
Daviesia · 
Delonix · 
Derris · 
Dialium · 
Dicraeopetalum · 
Dichrostachys · 
Dipteryx · 
Enterolobium · 
Eperua · 
Erythrina (koraalboom) · 
Erythrophleum · 
Faidherbia · 
Genista (heidebrem) · 
Glycine · 
Glycyrrhiza · 
Hardenbergia · 
Hovea · 
Indigofera · 
Inga · 
Lathyrus · 
Lens · 
Lonchocarpus · 
Lotus (rolklaver) · 
Lupinus (lupine) · 
Macrotyloma · 
Medicago (rupsklaver) · 
Melilotus (honingklaver) · 
Mimosa · 
Mora · 
Myroxylon · 
Newtonia · 
Onobrychis · 
Ononis (stalkruid) · 
Ormosia · 
Ougeinia · 
Pachyrhizus · 
Parkia · 
Parkinsonia · 
Parochetus · 
Pericopsis · 
Phaseolus · 
Physostigma · 
Pisum (erwt) · 
Prosopis · 
Psophocarpus · 
Psoralea · 
Pterocarpus · 
Pueraria · 
Racosperma · 
Robinia · 
Rothia · 
Securigera · 
Senegalia · 
Senna · 
Serianthes · 
Sesbania · 
Sophora · 
Spartium · 
Sphenostylis · 
Streblorrhiza · 
Strongylodon · 
Stylosanthes · 
Styphnolobium · 
Swainsona · 
Tamarindus · 
Tephrosia · 
Teramnus · 
Tetragonolobus · 
Tetrapleura · 
Trifolium (klaver) · 
Trigonella (hoornklaver) · 
Ulex · 
Uraria · 
Vachellia · 
Vicia (wikke) · 
Vigna · 
Viminaria · 
Virgilia · 
Wisteria (blauweregen) · 
Zornia · 
Zygocarpum · 
...